# Brahim Bartagi
Brahim Bartagi (arabe : إبراهيم البرتاجي), né le 4 septembre 1955 à Jemmal, est un homme politique tunisien qui occupe le poste de ministre de la Défense de septembre 2020 à juillet 2021.

## Biographie

### Études
Il est titulaire d'une maîtrise en droit de la faculté de droit de l'université de Metz en 1987 et d'un doctorat en droit de la faculté des sciences juridiques, politiques et sociales de Tunis en 2000.

### Carrière professionnelle et politique

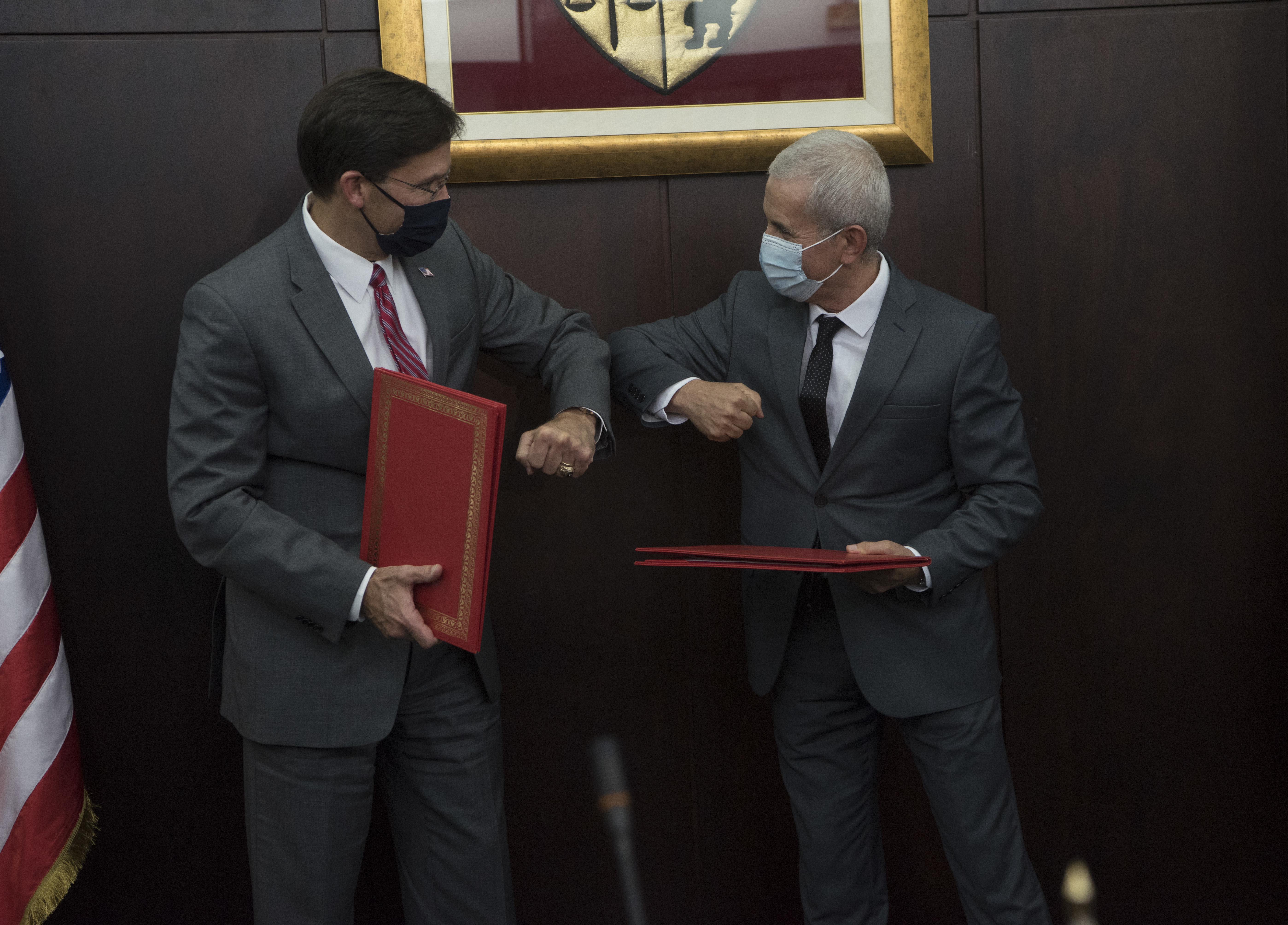
Brahim Bartagi avec son homologue américain Mark Esper en septembre 2020 à Tunis.

Il commence son enseignement en 1990 à la faculté des sciences juridiques, politiques et sociales de Tunis. De 2002 à 2005, il occupe le poste de chef du département de droit public et des sciences politiques au sein de la même faculté.
Il aurait également enseigné dans quelques facultés françaises.
Membre du Conseil constitutionnel de 2007 à 2011, il est aussi expert juridique à l'Organisation internationale de droit du développement de 2013 à 2015 et membre du comité consultatif de l'enseignement supérieur militaire pour l'année universitaire 2018-2019.
Le 26 juillet 2021, il est démis de ses fonctions par le président Kaïs Saïed.

### Vie privée
Il est marié et père de quatre enfants.